# Westhinder (1977)
Westhinder – belgijska fregata rakietowa typu Wielingen z końcowego okresu zimnej wojny. Zbudowana w Belgii, wodowana w 1977 roku, służyła od 1978 roku w marynarce Belgii. Nosiła numer burtowy F 913. Wycofana ze służby w 1993 roku po uszkodzeniu na skałach.

## Budowa
Cztery fregaty rakietowe typu Wielingen były pierwszymi większymi okrętami wojennymi zaprojektowanymi i zbudowanymi w oparciu o belgijski przemysł stoczniowy. Głównym obszarem ich działania był akwen Morza Północnego, kanału La Manche i wschodniej części Atlantyku, a ich podstawowym zadaniem była ochrona szlaków handlowych i konwojów przed atakami okrętów podwodnych, lotnictwa i kutrów rakietowych. Drugie zamówienie na parę fregat złożono w październiku 1974 roku w stoczni Cockerill w Hoboken (dzielnicy Antwerpii.
Stępkę pod drugą fregatę budowaną w Hoboken: „Westhinder” położono 8 grudnia 1975 roku, w dniu wodowania fregaty „Westdiep”. Wodowano ją 28 stycznia 1977 roku. Okręt został oddany do służby razem z bliźniaczym „Wandelaar” 27 października 1978 roku.

## Opis

### Skrócony opis ogólny
Okręt miał kadłub gładkopokładowy, z uskokiem na samej rufie, wykonany ze stali. Na śródokręciu znajduje się grupa nadbudówek, z pojedynczym kominem. Na pokładzie dziobowym umieszczona były pojedyncza wieża artyleryjska, a na rufie wyrzutnie rakiet przeciwokrętowych i przeciwlotniczych. Wyporność standardowa wynosiła 1940 ton, a pełna 2430 ton. Długość wynosiła 106,38 m, szerokość 12,3 m, a zanurzenie 3,9 m.
Załoga liczyła 159 osób, w tym 13 oficerów.
Siłownia była w układzie CODOG i składała się z dwóch marszowych silników wysokoprężnych Cockerill CO-240V-12 o mocy 6000 KM oraz turbiny gazowej mocy szczytowej Rolls-Royce Olympus TM3B o mocy 25 440 KM, napędzających dwie śruby. Napęd pozwalał na osiągnięcie prędkości maksymalnej 28 węzłów, a później 26 węzłów. Zasięg maksymalny wynosił 6000 mil morskich przy prędkości ekonomicznej 15 w.

### Uzbrojenie i wyposażenie
Uzbrojenie artyleryjskie fregat typu Wielingen stanowi automatyczna armata uniwersalna Creusot-Loire Mle 68 L/55 kal. 100 mm, umieszczona w wieży na dziobie. Strzela pociskami o masie 13,5 kg na odległość do 17 km do celów nawodnych i 8 km do powietrznych. Szybkostrzelność wynosi 80 strz./min, a zapas amunicji 600 nabojów. 
Do zwalczania celów nawodnych okręty mogą przenosić cztery pojemnikowe wyrzutnie rakiet MM 38 Exocet o zasięgu ok. 40 km. Do zwalczania celów powietrznych służy ośmioprowadnicowa pojemnikowa wyrzutnia Mk 29 rakiet przeciwlotniczych bliskiego zasięgu RIM-7M Sea Sparrow umieszczona na rufie. Pociski Sea Sparrow mają zasięg do 14 km.
Do zwalczania okrętów podwodnych służyły dwie pojedyncze wyrzutnie torped kal. 533 mm, umieszczone w kadłubie na rufie. Dostosowane były do wystrzeliwania francuskich samonaprowadzających się torped L5, których zapas sięgał 10 sztuk. Uzupełniała je sześciolufowa wyrzutnia Creusot-Loire LR 6 Mle 1972 rakietowych bomb głębinowych systemu Boforsa kal. 375 mm. Wyrzutnia była automatycznie przeładowywana i miała zapas 45 pocisków o masie 107 kg i zasięgu do 1600 m.
Wyposażenie radioelektroniczne obejmowało radar dozoru ogólnego Signaal DA05, radar dozoru nawodnego i kierowania ogniem Signaal WM25, radar nawigacyjny Raytheon TM 1645/9X, system informacji bojowej Signaal SEWACO IV, system rozpoznawczy swój-obcy Mk XII. Okręty miały stację hydrolokacyjną Westinghouse SQS-505A.
W zakresie walki elektronicznej okręty wyposażone były w system ostrzegawczy przed opromieniowaniem radarem Thomson-CST DR 2000. Miały dwa systemy samoobrony Tracor MBA SRBOC z 6-lufowymi wyrzutniami celów pozornych Mk 36 oraz holowany wabik przeciwtorpedowy Nixie SLQ-25. 

## Służba
„Westhinder” został przyjęty do służby w marynarce Belgii 27 października 1978 roku, z numerem burtowym F 913. Uczestniczył w różnych ćwiczeniach flot NATO, m.in. w kwietniu 1984 roku wziął udział w manewrach BALTOPS na Bałtyku.
W 1993 roku uczestniczył w działaniach blokadowych u brzegów byłej Jugosławii w związku z wojną domową. W połowie 1993 roku okręt jednak doznał uszkodzeń na skale podwodnej u wybrzeży Norwegii. Wobec zakończenia zimnej wojny i redukcji marynarki belgijskiej, zdecydowano nie remontować okrętu. „Westhinder” został wycofany ze służby 1 lipca 1993 roku i wystawiony na sprzedaż.